# John Plagis
Ioannis Agorastos "John" Plagis, (1919 – 1974) foi um ás da força áerea britânica durante a Segunda Guerra Mundial, conhecido por sua participação na defesa de Malta em 1942. Filho de gregos imigrantes, ele foi aceito pelos recrutadores só após a Grécia juntar-se ao Aliados no final da década de 40. Voando com o avião de caça Spitfire Mk Vs, Plagis fazia parte do grupo multinacional de pilotos. Ele e seus aliados defenderam a importante ilha estratégica contra um número superior de inimigos.

## Biografia
John Plagis nasceu em 10 de março 1919 na aldeia de Gadzema, uma aldeia mineira perto de Hartley, cerca de 110 km (68 milhas) ao sul. Seus pais, Agorastos e Helen Plagis, eram imigrantes gregos da ilha de Lemnos. John tinha cinco irmãos batizados com o nome grego Ioannis Agorastos. Plagis usou o nome inglês de Ioannis John e desde de sua infância participou e foi estudante da escola de Prince Edward, em Salisbury.